# Saint-Mont
Saint-Mont è un comune francese di 313 abitanti situato nel dipartimento del Gers nella regione dell'Occitania.

## Società

### Evoluzione demografica
Abitanti censiti